# Bootania gigantea
Bootania gigantea is een vliesvleugelig insect uit de familie Torymidae. De wetenschappelijke naam is voor het eerst geldig gepubliceerd in 1928 door Girault.